# Hirsisaari (ö i Norra Savolax, Nordöstra Savolax, lat 62,73, long 28,48)
Hirsisaari är en ö i Finland. Den ligger i sjön Juojärvi och i kommunen Tuusniemi i den ekonomiska regionen  Nordöstra Savolax ekonomiska region  och landskapet Norra Savolax, i den centrala delen av landet, 300 km nordost om huvudstaden Helsingfors. Öns största längd är 30 meter i sydöst-nordvästlig riktning.